# Monopsis lutea
Monopsis lutea är en klockväxtart som först beskrevs av Carl von Linné, och fick sitt nu gällande namn av Ignatz Urban. Monopsis lutea ingår i släktet Monopsis och familjen klockväxter. Inga underarter finns listade i Catalogue of Life.